# گوردون کنت مسنجر
گوردون کنت مسنجر (انگلیسی: Gordon Messenger؛ زادهٔ ۱۵ آوریل ۱۹۶۲) فرد نظامی اهل بریتانیا است. وی همچنین برندهٔ جوایزی همچون نشان حمام و نشان امپراتوری بریتانیا شده‌است.